# Perth and Kinross
A Área de Conselho (ou Council Area) de Perth and Kinross (em gaélico escocês, Peairt agus Ceann Rois), é uma das 32 novas subdivisões administrativas da Escócia e faz fronteira com:Highland e Aberdeenshire a norte, Angus e Dundee a este, Fife a sudeste, Clackmannanshire a sul, Stirling a sudoeste e Argyll and Bute a oeste.
Perthshire and Kinross-shire tinham um único conselho de condado de 1929 a 1975. Então em 1975, sob uma lei do governo local escocês de 1973, a área foi transformada em um único distrito da região de Tayside, que foi novamente abolido para dar surgimento a Área de Conselho (com uma área menor).

## Cidades e aldeias
- Abbots Deuglie
- Aberdalgie
- Abernethy
- Aberfeldy
- Acharn
- Almondbank
- Alyth
- Amulree
- Auchlyne
- Auchterarder
- Balado
- Ballinluig
- Bankfoot
- Blackford
- Blair Atholl
- Blairgowrie
- Bridge of Balgie
- Bridge of Earn
- Burrelton
- Clunie
- Comrie
- Coupar Angus
- Crieff
- Dull
- Dunkeld
- Dunning
- Errol
- Fearnan
- Finegand
- Forgandenny
- Forteviot
- Fortingall
- Glenfarg
- Glenshee
- Inchture
- Invergowrie
- Kenmore
- Killiecrankie
- Kingoodie
- Kinloch Rannoch
- Kinross
- Kinrossie
- Kirkmichael
- Lawers
- Leetown
- Logierait
- Luncarty
- Madderty
- Meigle
- Meikleour
- Methven
- Milnathort
- Muthill
- Perth
- Pitlochry
- Rattray
- Scone
- Spittal of Glenshee
- Stanley
- St Fillans
- Trinafour
- Weem

## Lugares de interesse
- Catelo de Blair
- Castelo Menzies
- Catelo de Drummond
- Loch Earn
- Loch Rannoch
- Loch Tay